# Grève des loyers

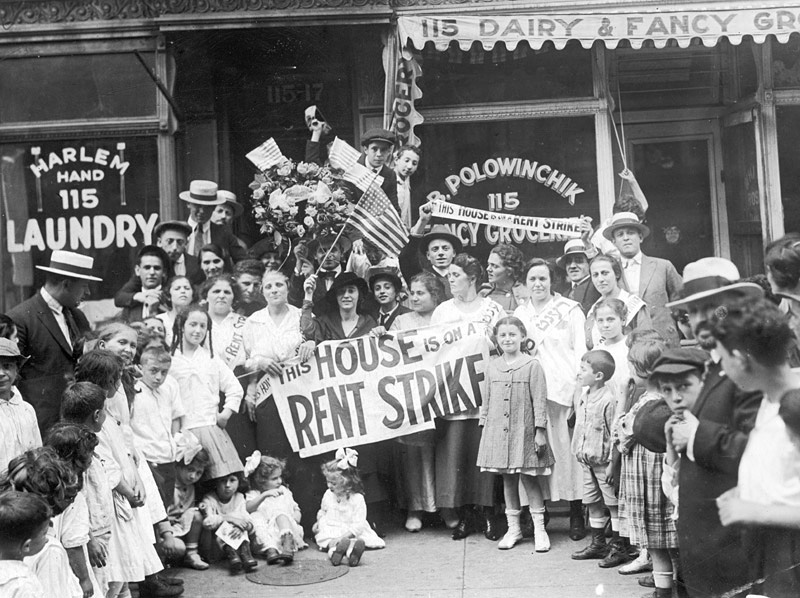
Grève des loyers, New York Times, 1919.

La grève des loyers est un mode de protestation couramment utilisé contre des propriétaires ou des grands landlords dans le contexte britannique. Dans une grève des loyers, un groupe de locataires se réunit et refuse de payer son loyer en masse jusqu'à ce qu'une liste de revendications soit satisfaite par le propriétaire. Ce moyen de lutte peut s'avérer efficace dans un rapport de force contre un propriétaire mais comporte un risque d'expulsion pour les locataires.
Historiquement, les grèves de loyer sont apparues pour faire face à des loyers élevés, des conditions de logement précaires ou des demandes de propriétaires jugées abusives; cependant, des situations où des contextes socio-économiques plus vastes ont pu conduire à un tel mode d'action.

## Grèves des loyers dans le monde

### En Europe
Glasgow
Pendant la guerre agraire  des années 1880 en Irlande et pendant la Première Guerre mondiale, les propriétaires d'immeubles d'habitation à Glasgow ont cherché à profiter de l'afflux de constructeurs navals dans la ville et de l'absence de nombreux hommes pour augmenter les loyers. Les femmes laissées seules à l'arrière étaient considérées comme une cible facile et ont vu une augmentation générale de loyers pouvant aller jusqu'à 25%. Des huissiers expulsaient les foyers incapables de payer la hausse de loyer. À la suite de cette augmentation des loyers, il y a eu une réaction populaire contre les propriétaires qui a pris la forme d'une grève des loyers. Elle était dirigée par Mary Barbour, Mary B. Laird, Helen Crawfurd, Agnes Dollan et d'autres femmes surnommées «Mme Armée de Barbour ". Pendant les grèves des loyers, les femmes empêchaient les huissiers de justice d'entrer dans les immeubles pour délivrer des avis d'expulsion en les bombardant avec des bombes à farine, en baissant leur pantalon ou en les jetant dans les poubelles dans l'arrière-cour des immeubles. Les grèves se sont rapidement répandues et sont devenues un succès retentissant à Glasgow puis dans d'autres villes à travers le Royaume-Uni au point que le gouvernement, le 27 novembre 1915, a introduit une loi pour limiter les loyers au niveau d'avant-guerre.
La grève des loyers de Leeds en 1914
Début janvier 1914, environ 300 locataires vivant dans le quartier Burley de Leeds se sont mis en grève des loyers contre une augmentation de 6 pences des loyers imposée par les propriétaires. L'augmentation du loyer avait été demandée par la branche de Leeds de la "Property Owners Association" (Association de propriétaire d'immeubles de logement). Lors d'une réunion de locataires le dimanche 10 janvier, les organisateurs de la grève des loyers ont appelé à une manifestation dans toute la ville contre l'augmentation. Une semaine plus tard, le Leeds Trades Council a accueilli une conférence du Labour visant à organiser une résistance massive face à l'augmentation des loyers. Une Organisation de Défense des Locataires a été formée avec un comité central de neuf membres qui avait pour mission de diffuser la campagne de résistance à la hausse des loyers à travers la ville par une série de réunions publiques et de porte-à-porte. La grève de loyers a duré huit semaines. Finalement, les membres du comité de lutte ont été expulsés et mis sur une liste noire les empêchant de trouver un bail dans toute la région.
Grève des loyers de Kirkby (1972-1973)
Grève des loyers de 14 mois déclenchée le 9 octobre 1972 par 3 000 locataires dans la ville de Kirkby, proche (10km) de Liverpool, contre le "Housing Finances Act", qui provoquait une augmentation des loyers de 1 £. Un groupe de femmes du quartier de Tower Hill a formé un groupe de discussion et de soutien pour s'entraider face à cette augmentation alors que la région est confrontée à des fermetures d'usines. Ces femmes ont formé un Groupe d'Action sur les Loyers Injustes et ont organisé une grève des loyers 
University College London (2015-2018)
Aux origines du mouvement en 2015, un groupe de 60 étudiants s'organise à Londres, courant 2016, le mouvement de grève des loyers concerne plus d'un millier d'étudiants de l'University College London (UCL) qui décident de suspendre le paiement de leur loyer face aux augmentations régulières de loyers dans des immeubles destinés au logement des étudiants de cette université. Les étudiants ont remporté le bras de fer contre les propriétaires et ont obtenu le recul des augmentations . Cette grève des loyers s'est étendue à d'autres universités britanniques, de nombreuses organisations ont mis en place des campagnes «Cut the rent» ("Réduisez le Loyer") en référence au mouvement originel de l'UCL. Depuis cette grève des loyers de 2016, des grèves de loyers ont également eu lieu en 2017  et 2018  à l'UCL autour des mêmes revendications et préoccupation de logement digne et de réduction des loyers. Ces combats ultérieurs ont conduit à des gains dépassant 1.5 million de livres sterling pour les locataires.

### Amérique du Nord
Grève des loyers de New York en 1907
En 1907, en réponse à la hausse des loyers due à la pénurie de logements, 10 000 familles du sud de Manhattan ont initié une grève des loyers. Parmi les protagonistes de cette grève, Pauline Newman alors âgée de 16 ans, des femmes au foyer et des femmes travaillant dans l'industrie du vêtement. La grève a duré du 26 décembre au 9 janvier et a conduit à une baisse de loyers pour environ 2 000 familles.
Vague nationale de grèves des loyers à travers les États-Unis dans les années 1960 et au début des années 70
Les grèves des loyers se sont propagées aux États-Unis en réponse à des négligences chroniques de l'entretien de logements urbains privés et publics. La grève qui inspire le mouvement date de 1963-1964 à Harlem, elle devient une tactique populaire à la fois parmi les étudiants des villes universitaires et les locataires de logements sociaux qui vivaient dans des conditions insalubres en raison du sous-investissement et des politiques fédérales racistes,.
Grève des loyers de Thorncliffe Park en 2023-2024
La grève des loyers de Thorncliffe Park, initiée le 1er mai 2023, a été une réponse des locataires des immeubles 71, 75 et 79 de Thorncliffe Park Drive à Toronto, contre les augmentations de loyer jugées excessives imposées par leurs propriétaires, Starlight Investments et l'Office d'investissement des régimes de pensions du secteur public (PSP). Cette mobilisation faisait suite à une augmentation de 5,5% au-dessus de la ligne directrice, attribuée à des rénovations dans les espaces communs, alors que les problèmes dans les appartements eux-mêmes étaient négligés. Malgré les tentatives de dialogue infructueuses, les locataires ont maintenu leur action jusqu'à maintenant, payant leur loyer dans une fiducie détenue par la Commission de la location immobilière (CLI) en attendant une résolution.